# South Friar's Bay
South Friar's Bay är en vik utanför ön Saint Kitts i Saint Kitts och Nevis. Den ligger i parishen Saint George Basseterre, i den sydöstra delen av landet, 7 km öster om huvudstaden Basseterre.